# حاجي أباد زرين (زرين أردكان)
حاجي أباد زرین (بالفارسية: حاجی‌آباد زرین) هي قرية تقع في إيران في Zarrin Rural District. يقدر عدد سكانها بـ 310 نسمة .